# Adèle Mildred Koss
Adele Mildred Koss (Milly Koss) est une informaticienne américaine décédée le 11 septembre 2012. Elle reçoit en 2000 le prix Ada-Lovelace décerné par l’association des femmes en informatique,.

## Études
Elle fréquente la Philadelphia Highschool for Girls et est diplômée de mathématiques à l'Université de Pennsylvanie en 1950. Lors de son premier entretien d'embauche pour une compagnie d'assurance, la candidature de Koss, qui est alors fiancée, est rejetée au motif que les femmes mariées ont des enfants et quittent l'entreprise.

## Carrière professionnelle
Adele Mildred Koss commence sa carrière chez Eckert–Mauchly Computer Corporation (en) (EMCC) dans l'équipe de Grace Hopper où elle travaille sur la programmation de l'UNIVAC I, le premier ordinateur commercial réalisé aux États-Unis. Son premier projet d'envergure est le développement de ce qui est maintenant connu sous le nom de « générateur d'impressions », un programme sophistiqué permettant de formater automatiquement les données pour les imprimer. En créant des marges, des en-têtes et des numéros de page à la volée, Koss est la première programmatrice à s'attaquer au traitement de texte sur ordinateur. À l'EMCC, elle travaille également sur les premiers programmes de tri et conçoit avec Hopper le premier compilateur.
Après avoir travaillé pour plusieurs autres entreprises (notamment Burroughs, Remington Rand, Philco et CDC), Koss est engagée par l'Université Harvard où elle occupe notamment les postes de directrice adjointe du Bureau des technologies de l'information et de responsable de la sécurité de l'information. Elle y reste 27 ans et prend sa retraite en 1994.
Sa collègue Jean Bartik relate dans son autobiographie que lorsque Koss est enceinte et donc est supposée quitter son poste, elle contacte Grace Hopper pour lui proposer ce que l'on appelle aujourd'hui le télétravail. Hopper l'encourage alors à rester et à travailler à domicile. Elle négocie des arrangements similaires dans plusieurs postes ultérieurs.

## Prix et distinctions
En 1997, elle reçoit un Pioneer Award lors de la Célébration Grace Hopper des femmes en informatique, une conférence internationale organisée depuis 1994 par l'institut Anita Borg pour les femmes et la technologie.
En 2000, elle est lauréate du prix Ada-Lovelace.

## Décès
Adele Mildred Koss décède le 11 septembre 2012, laissant trois enfants et trois petits-enfants. Son mari, Norman A. Koss, l'a précédée dans la tombe : ils étaient mariés depuis 60 ans.